# Daboia siamensis
Daboia siamensis cuyos nombres comunes incluyen víbora de Russel oriental, víbora siamesa de Russel, es una especie de víbora venenosa, endémica de partes Asia sudoriental, sur de China y Taiwán. Anteriormente se consideraba una subespecie de Daboia russelii (como Daboia russelli siamensis), pero fue ascendida al estado de especie en 2007.

## Descripción
La longitud total del cuerpo puede alcanzar 1,50 m. El color básico del cuerpo es amarillo pardusco, la cabeza es de forma triangular con 3 grandes manchas de color marrón oscuro. Uno está entre los ojos y los otros dos cerca de la nuca. En el escudo trasero, pequeñas escamas que brotan son grandes parches redondos de color marrón oscuro.
El labio superior consta de 10-12 escamas, separadas del ojo por una hilera de pequeñas escamas. La fosa nasal es enorme. Hay escamas nasorostrales entre las escamas rostrales y las escamas nasales. Pequeñas escamas supraoculares, separadas entre sí por 6-9 escamas. Las escamas dorsales en el medio del cuerpo constan de 27-33 filas, escamas ventrolaterales lisas y el resto tiene quillas. Las escamas ventrales número 153-180. Escala anal única. Las escamas subcaudales son 41-64 y consisten en 2 filas de escamas.

## Distribución geográfica
D. siamensis se encuentra en Myanmar, Tailandia, Camboya, China (Guangxi, Guangdong), Taiwán e Indonesia (Endeh, Flores, Java oriental, Komodo, Islas Lomblen).
Brown (1973) menciona que D. siamensis también se puede encontrar en Vietnam, Laos y en la isla indonesia de Sumatra. Según los informes, Ditmars (1937) también recibió un espécimen de Sumatra. Sin embargo, su distribución en el archipiélago de Indonesia aún se está dilucidando.